# Lencie Fred
Lencie Fred, né le 21 mars 1968 à Port-Vila, est un ancien arbitre du Vanuatu de football. Il fut arbitre de touche de 1996 à 2000, puis arbitre central de 2000 à 2009.

## Carrière
Il a officié dans des compétitions majeures : 
- Tournoi qualificatif de l'OFC des moins de 17 ans 2001 (finale retour)
- Coupe d'Océanie de football 2004 (2 matchs)
- Jeux du Pacifique 2007 (2 matchs)
- Coupe d'Océanie de football 2008 (1 match)
- Championnat de l'OFC des moins de 20 ans 2008 (1 match)